# Thomas de Beauchamp, XII conte di Warwick
Thomas de Beauchamp (13 marzo 1338 – 8 agosto 1401) è stato un militare e politico inglese e il dodicesimo conte di Warwick.

## Biografia
Era figlio di Thomas de Beauchamp, XI conte di Warwick e di Katherine Mortimer.
Nel 1369 ereditò dal padre la contea e sposò Margaret Ferrers, figlia di Sir William Ferrers, III barone di Ferrers Groby.
Nel 1373 accompagnò Giovanni Plantageneto, I duca di Lancaster, nelle campagne militari in Francia e in quel periodo fu nominato cavaliere dell'Ordine della Giarrettiera.
Fece parte della élite politica che nel 1376 fu incaricata da Riccardo II d'Inghilterra di avviare le riforme volute dal re. Quando esse non ebbero l'effetto sperato, fu fatto governatore del re.
Nel 1385 portò nelle campagne in Scozia un ingente quantitativo di soldati ed arcieri.
Nel 1387 fu tra i cosiddetti Lords Appellant che cercarono di separare il re dall'influenza dei suoi favoriti. Dopo che il re riacquistò potere, Thomas si ritirò dalla scena politica nelle sue terre ma lì lo raggiunse l'accusa di alto tradimento per aver appoggiato la presunta cospirazione organizzata dal conte di Arundel. Venne pertanto imprigionato nella Torre di Londra e, sottoposto ad interrogatorio, si dichiarò colpevole e venne condannato al carcere a vita da scontare sull'isola di Man.
Durante la prigionia perse titoli e possedimenti ma nel 1399 fu liberato dopo che Riccardo II venne sconfitto e deposto da Henry Bolingbroke, proclamatosi re col nome di Enrico IV d'Inghilterra.
Thomas, che dal nuovo re riebbe le proprietà e quant'altro gli era stato confiscato, esortò Enrico a condannare a morte Riccardo.
Nel 1400 partecipò alla sua ultima spedizione militare aiutando il sovrano a sedare una rivolta.